# La notte delle beffe
La notte delle beffe è un film del 1939 diretto da Carlo Campogalliani.
Il soggetto è tratto dalla commedia in tre atti del 1937 Il Passatore, di Alberto Donini e Guglielmo Zorzi.

## Trama
Nel 1859 nel napoletano, un certo Capatosta si dà alla macchia per riprendere le fila disperse della congiura di Sapri. Il governo borbonico lo considera un brigante e lo perseguita con taglie sulla sua testa e con continue battute di caccia per scovare i suoi nascondigli. Ma il popolo, che è a conoscenza dei suoi fini politici, lo aiuta in ogni modo. Quando uno studente, aiutato da alcuni amici, rapisce la propria fidanzata, costretta per ragioni economiche a sposare un vecchio notaio, Capatosta se ne assume la responsabilità perché riconosce l'affetto che lega i due fidanzati e i sentimenti antiborbonici degli studenti. Capatosta decide di fare in modo che i due ragazzi possano sposarsi e che il notaio restituisca al padre di lei le cambiali che erano nelle sue mani. Per farlo, finge che la ragazza sia stata realmente rapita dai suoi uomini ed abbia passato tutta la notte nel loro covo brigantesco: il notaio non vuole più averla per moglie e il fidanzato può allora chiederne e ottenerne la mano.